# Nguyễn Thị Thu Hà (nghệ sĩ múa)
Nguyễn Thị Thu Hà (sinh ngày 27 tháng 2 năm 1972) là một diễn viên múa, biên đạo múa, đạo diễn chương trình, Đại tá Quân đội nhân dân người Việt Nam. Bà đã được tặng danh hiệu Nghệ sĩ Nhân dân và Giải thưởng Nhà nước về văn học nghệ thuật. Hiện nay bà là Giám đốc Nhà hát nghệ thuật thực hành thuộc Trường Đại học Văn hóa - Nghệ thuật quân đội.

## Tiểu sử
Nguyễn Thị Thu Hà sinh ngày 27 tháng 2 năm 1972 tại Khâm Thiên, Hà Nội. Quê gốc tại xã Diễn Cát, huyện Diễn Châu, tỉnh Nghệ An. Ông nội của bà là cụ Nguyễn Tất Thắng, một trong những Đảng viên Đảng Cộng sản Việt Nam thế hệ đầu tiên.
Năm 1987, Thu Hà được tuyển vào Trường Văn hóa Nghệ thuật quân đội. Sau đó bà về công tác tại Đoàn Nghệ thuật Quân khu IV (nay là Đoàn Văn công Quân khu IV). Năm 2001, bà tốt nghiệp loại xuất sắc chuyên ngành Biên đạo múa tại Trường Cao đẳng Văn hóa Nghệ thuật Quân đội (nay là Trường Đại học Văn hóa Nghệ thuật Quân đội).
Thu Hà tham gia nhiều chương trình lễ hội quy mô lớn ở nhiều địa phương trong cả nước với vai trò là tổng đạo diễn, hoặc phó tổng đạo diễn. Các chương trình như: Seagame và Paragame 22; Năm du lịch Nghệ An, Thái Nguyên, Thái Bình; Festival Hoa Đà Lạt; Festival Biển Vũng Tàu; Lễ hội cội nguồn Lào Cai - Yên Bái - Phú Thọ; Chương trình Pháo Hoa quốc tế Đà Nẵng, Carnaval Hạ Long; Chương trình Cồng Chiêng Quốc tế Tây Nguyên; Lễ kỷ niệm 60 năm thành lập thành phố Vinh, 235 năm Phượng Hoàng Trung Đô; Kỷ niệm 70 năm Chiến thắng Điện Biên Phủ... đều có sự đóng góp của bà.
Năm 2022, Thu Hà được tặng Giải thưởng Nhà nước về Văn học Nghệ thuật với cụm tác phẩm: Tiết mục thơ múa: Huyền thoại đẻ đất, đẻ nước; Tiết mục múa: Người mẹ Vân Kiều; Tiết mục múa: Tiểu đội xe không kính; Tiết mục múa: Huyền thoại một dòng sông.

## Giải thưởng
- 2005: Huy chương Vàng Hội diễn chuyên nghiệp toàn quốc.
- 2009: Giải A của Hội Nghệ sĩ Múa Việt Nam và Huy chương Vàng Hội diễn nghệ thuật chuyên nghiệp toàn quân.
- 2009: Huy chương Vàng Hội diễn chuyên nghiệp toàn quốc.
- "Biên đạo trẻ xuất sắc" do Bộ Văn hóa, Thể thao & Du lịch trao tặng 3 mùa liên tiếp vào các năm: 2005, 2009, 2013.

## Vinh danh
- Nghệ sĩ Nhân dân (2016).
- Giải thưởng Nhà nước về Văn học Nghệ thuật (2022).